# Luigi Bombicci
Luigi Bombicci (n. 11 iulie 1833, Siena, Toscana, Italia – d. 17 mai 1903, Bologna, Italia) a fost un naturalist, geolog și profesor italian.
În Bologna a fost înființat la data de 8 martie 1860 un muzeu de mineralogie. Primul director al acestui muzeu a fost Luigi Bombicci. Toată colecția de peste 9000 de exponate a fost strânsă de către profesorul Bombicci. Locația inițială a muzeului a fost Piața Poggi, dar clădirea de acolo a devenit neîncăpătoare pentru cele 44 000 de exponate care se strânseseră deja în anul 1901. Edificiul actual al muzeului se află în Piața Poarta Sfântului Donato.

## Opera
- Contribuzioni di mineralogia italiana, Bologna 1877;
- Il processo di evoluzione nelle specie minerali, Bologna 1877;
- Corso di mineralogia, Vol1, Bologna, 1873;
- Corso di mineralogia, Vol1 Bologna, 1878.